# Agnotologija
Agnotologija (sprva agnatologija) je sociološka študija družbene nevednosti. Polje preučevanja je nevednost v različnih pojavnih oblikah, še posebej pa nevednost, dvom ali negotovost kot strategija vplivnih interesnih skupin – torej nevednost kot nekaj, kar nekdo producira in s tem manipulira. Preučuje tudi namerne ali kulturno povzročene nevednosti ali dvome, ki se običajno uporabljajo za prodajo izdelka, vplivanje na mnenje ali pridobitev naklonjenosti preko objavljanja netočnih ali nenatančnih podatkov. Agnotologija preučuje tudi stanja, ko več znanja o določenem subjektu ustvarja negotovost. Ukvarja se tudi z raznimi vzroki, zakaj katero izmed znanj ni bilo objavljeno ali pa je bilo ob času izdaje prezrto.
Med povzročitelje kulturne negotovosti se z uporabo cenzure in tajnosti uvrščajo mediji, podjetja in vladne agencije. Pasivni vzroki vključujejo informacijske mehurčke z rasnimi in razrednimi razlikami, ki temeljijo na dostopu do informacij.
Razpoložljivost velikih količin znanja lahko ljudem omogoči, da izberejo informacije (ne glede na njihovo pravilnost), ki krepijo njihova prepričanja in ignorirajo neprijetno znanje.